# Croisade des albigeois
Vous lisez un « bon article » labellisé en 2008.
Croisade des albigeois
Batailles
Chronologie de la croisade des albigeois
- Béziers
- Carcassonne

- Minerve
- Termes
- Lavaur
- Montgey
- 1er Toulouse
- Castelnaudary
- Muret

- Beaucaire
- 2e Toulouse
- Marmande
- Baziège
- 3e Toulouse

- Avignon
- Montségur

La croisade des albigeois (1209-1229) (ou croisade contre les albigeois) est une croisade proclamée par l'Église catholique contre l'hérésie, principalement le catharisme et dans une faible mesure le valdéisme. Dès le XIIe siècle et le concile de Lombers, les textes de l'époque parlent d'« hérésie albigeoise » sans que cette région soit plus cathare que ses voisines.
L'hérésie était surtout implantée en Languedoc, lequel était dominé par deux familles, la maison de Toulouse et la maison Trencavel. Celles-ci n'ayant pas réussi à s'entendre pour faire front, le comte Raymond VI de Toulouse fait amende honorable et se croise, tandis que Raimond-Roger Trencavel se prépare à se défendre contre la croisade. Une fois Béziers et Carcassonne prises et Trencavel emprisonné, les croisés désignent l'un des leurs, Simon de Montfort, pour poursuivre la lutte (1209). Cette croisade évolue rapidement en guerre de conquête, d'abord pour le compte de Montfort lui-même, puis après sa mort (en 1218) et l'échec de son fils Amaury, au bénéfice de la couronne. Cela n'empêche pas la lutte contre le catharisme, d'abord sous la direction des évêques locaux, puis sous celle de l'Inquisition (à partir de 1233).
Finalement, les vicomtés de Carcassonne, d'Albi et de Béziers sont annexées au domaine royal en 1226 ; le comté de Toulouse passe à Alphonse de Poitiers, un frère de saint Louis, en 1249 et est annexé en 1271. Le Languedoc, qui se trouvait au début du XIIIe siècle dans la sphère d'influence de la couronne d'Aragon est entièrement passé à la fin de ce siècle sous celle du roi de France. À cette époque, le catharisme est éradiqué en Languedoc, et quelques cathares seulement ont pu se réfugier en Lombardie.

## Déroulement de la croisade

### La lutte contre le catharisme

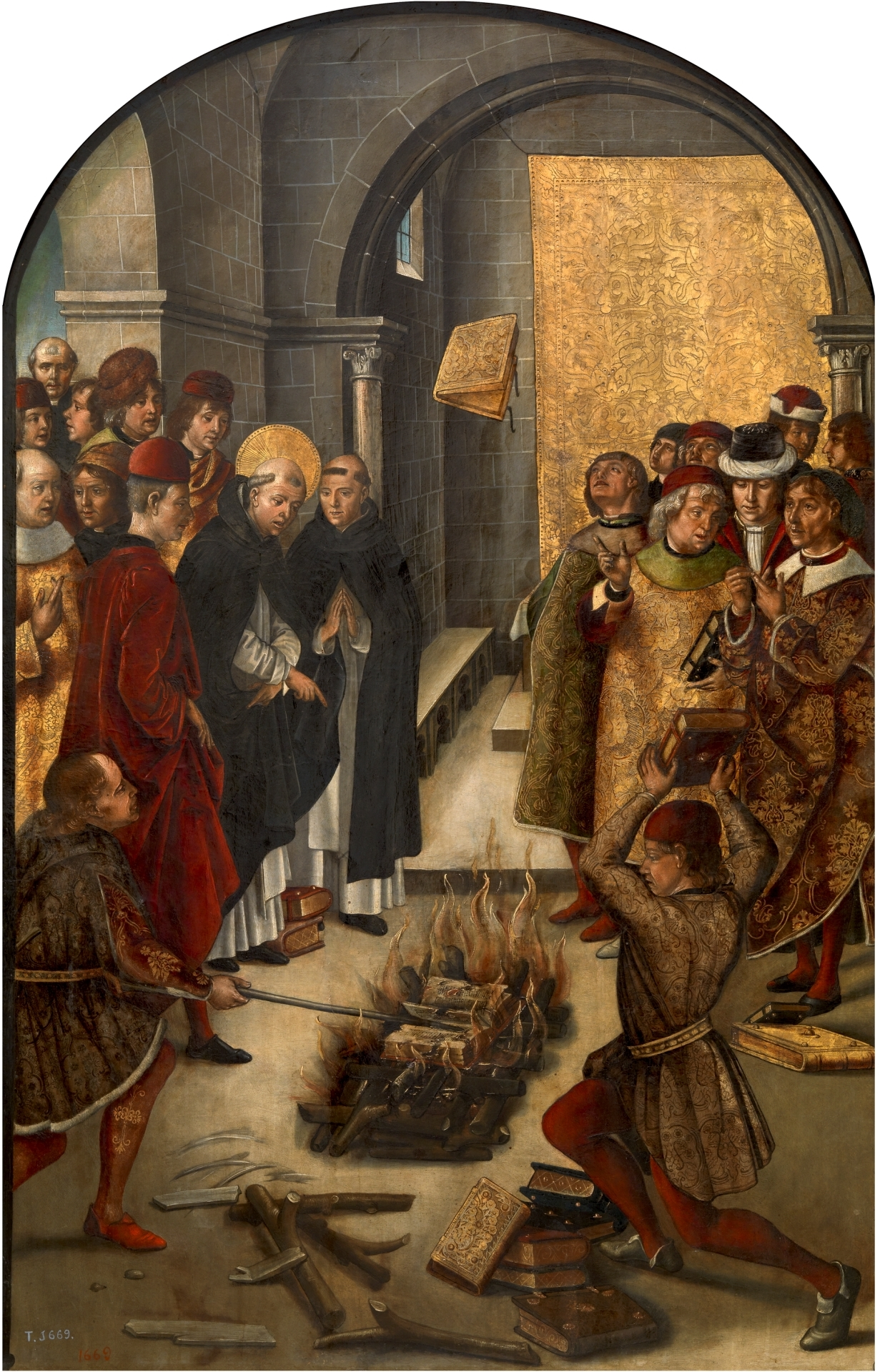
Le miracle de Fanjeaux, par Pedro Berruguete.

Le catharisme apparaît en Languedoc au cours du XIIe siècle et six évêchés cathares s'y créent.
Contrairement à la doctrine catholique, les cathares considèrent qu'il existe deux principes supérieurs, le bon (Dieu) et le mal (Satan). La création du monde, imparfaite, relève du mal et les cathares doivent s'extraire de leur prison charnelle pour retourner à Dieu. Pour cela, ils prônent une vie de pauvreté et de renoncement pour atteindre une perfection spirituelle.
Pour le cathare, Dieu étant absent de ce monde, le Bien se confond avec le spirituel et le monde matériel est vu comme mauvais. Non seulement le cathare ne doit pas participer à ce monde matériel en ayant des enfants, ce qui reviendrait pour lui à emprisonner une âme dans un corps créé par le principe mauvais, mais le corps, le plaisir sexuel sont aussi mauvais : la sexualité est une impureté. Certains cathares se destinent à l'état religieux et après être ordonnés, pratiquent une vie d'ascète et sont appelés parfaits (ou parfaites). Les cathares rejettent également tous les sacrements catholiques, et ne reconnaissent qu'un seul sacrement, le consolament, qui apporte le salut à celui qui le reçoit, mais l'engage à suivre cette vie d'ascétisme.
Cette situation est préoccupante pour l'Église. Dès 1119, le pape Calixte II dénonce cette hérésie. Pour contenir l'expansion de l'« hérésie cathare », Guillaume, évêque d'Albi, convoqua un concile en mai 1165 à Lombers alors ville importante de l'Albigeois (env. 2 000 habitants). De ce concile des archevêques, évêques et abbés du Midi (Narbonne, Nîmes, Toulouse, Agde, Castres, Gaillac…) fut rendu l'arrêt suivant : « Moi, Gaucellin, évêque de Lodève, par ordre de l'évêque d'Alby et de ses assesseurs, je juge que ces prétendus bons hommes sont hérétiques, et je condamne la secte d'Olivier (évêque cathare) et de ses compagnons, qui est celle des hérétiques de Lombers, quelque part qu'ils soient, selon l'autorité des Écritures ». En 1177, le comte Raymond V de Toulouse demande l'aide de l'abbaye de Cîteaux pour combattre l'hérésie qui ne cesse de gagner du terrain. Une expédition conduite par le comte et l'abbé Henri de Marsiac assiège Lavaur, connue comme étant le centre de l'hérésie. Quand la ville se rend, deux dignitaires cathares sont capturés et abjurent leur foi. Henri de Marsiac retourne ensuite dans son abbaye, mais l'hérésie reprend de plus belle après son départ.
Quand Raymond VI succède à son père, en 1194, l'hérésie est tellement bien implantée qu'il ne pourrait rien faire contre eux sans susciter des révoltes de ses comtés. Plus important, une partie de la classe dirigeante est convertie au catharisme. Au début de son pontificat, le pape Innocent III s'inquiète de l'influence grandissante de l'Église cathare en Languedoc. Il envoie de nombreux prêtres, dont Dominique de Guzmán et Guy des Vaux de Cernay, pour prêcher le retour au catholicisme. Les conversions sont rares et Dominique de Guzmán a l'idée de créer l'ordre des Prêcheurs qui prend modèle sur la prédication itinérante de Jésus afin de mieux toucher les populations locales.
En même temps, le pape délègue Pierre de Castelnau auprès de la noblesse et du haut-clergé languedociens pour les inciter à prendre des mesures contre les cathares, mais sans grand succès. Très vite, Pierre de Castelnau comprend que le comte Raymond VI n'agira pas et, après plusieurs entrevues, l'excommunie début janvier 1208. Peu après, le 14 janvier 1208, Pierre de Castelnau est assassiné, alors qu'il quitte Saint-Gilles pour revenir auprès du pape.

### La croisade des barons (1209)
Le pape Innocent III décide alors d'organiser une expédition contre les cathares, et accorde aux combattants les mêmes indulgences et faveurs qu'à ceux qui combattaient en Terre sainte. Bien que très différente dans l'esprit des précédentes croisades, cette expédition prend le nom de « croisade des albigeois » ou « croisade contre les albigeois ». Avec cette croisade, on assiste à une évolution de la notion de croisade, où il s'agit de combattre les ennemis de la papauté. Arnaud Amaury (ou Arnaud Amalric) et Guy des Vaux de Cernay parcourent le royaume de France afin d'inciter les barons à prendre part à la « croisade ».
Le pape demande d'abord à Philippe Auguste de prendre la tête de cette expédition, mais ce dernier s'y refuse. Ceci s'explique par plusieurs raisons. La première est d'ordre juridique : si le roi estime que le pape peut réformer et assainir le clergé local, la décision de confisquer les fiefs à un seigneur n'appartient qu'à son suzerain, en l'occurrence le roi. La seconde raison est d'ordre pratique : il est encore en guerre contre Jean sans Terre, roi d'Angleterre, ainsi qu'avec l'empereur germanique Otton IV, et ne veut pas ouvrir un autre front. Il commence d'ailleurs par interdire aux barons de son royaume de prendre part à cette croisade, avant de changer d'avis et de donner cette autorisation.
Eudes III, duc de Bourgogne, annonce son engagement, suivi d'Hervé IV de Donzy, comte de Nevers, et de Gaucher III de Châtillon, comte de Saint-Pol. De nombreux barons de moindre importance se rallient également à la nouvelle croisade. Comme le comte de Nevers refuse de voir son rival de Bourgogne diriger la croisade, le pape désigne le légat Arnaud Amaury comme chef de la croisade.
Une armée est également levée pour aller extirper l'hérésie en Quercy et en Agenais. L'armée croisée en question est dirigée par le comte Guy II d'Auvergne en compagnie de l'archevêque de Bordeaux,.
Les croisés se réunissent à proximité de Lyon et se dirigent vers le sud, sous la direction du légat Arnaud Amaury. Trois grands féodaux dominent alors le Languedoc : le roi Pierre II d'Aragon, également comte de Barcelone, de Gévaudan, de Roussillon, seigneur de Montpellier et le suzerain de plusieurs autres seigneurs, Raymond VI, comte de Toulouse et Raimond-Roger Trencavel, vicomte de Béziers, de Carcassonne et d'Albi. Pour écarter la menace de ses États et n'ayant pas réussi à s'entendre avec Trencavel pour une défense commune, Raymond VI de Toulouse fait amende honorable le 18 juin 1209 à Saint-Gilles et rejoint la croisade,.
Raymond VI de Toulouse a rejoint les croisés, et ne peut donc pas être attaqué. Pierre II d'Aragon est un roi puissant et le catharisme n'est que faiblement implanté dans ses États, aussi les croisés décident de ne pas l'attaquer. Arnaud Amaury annonce alors que seront attaqués les fiefs de Raimond-Roger Trencavel, vicomte d'Albi, de Béziers et de Carcassonne, villes qui abritent de nombreux cathares. Alors que la croisade atteint Montpellier, Raimond-Roger Trencavel se présente et demande une entrevue au légat Arnaud Amaury. Il proteste de son attachement à la foi romaine et tente de négocier, mais le légat exige une soumission totale, ce que refuse le jeune vicomte,.
Dès la fin de l'entrevue, Trencavel met Béziers en état de défense et y amasse des armes et des vivres. En effet, les croisés ne doivent que quarante jours au service de la croisade, et il peut espérer qu'à l'issue de cette quarantaine, l'armée croisée s'amenuise. Béziers défendue, il se rend à Carcassonne afin de réunir une armée de secours. Les fortifications de Béziers sont suffisamment solides et puissantes pour espérer que la ville résiste longtemps. Mais l'imprudence de quelques Biterrois fait que les croisés pénètrent par surprise dans la ville le 22 juillet 1209 et massacrent plusieurs centaines d'occupants, cathares ou catholiques,.

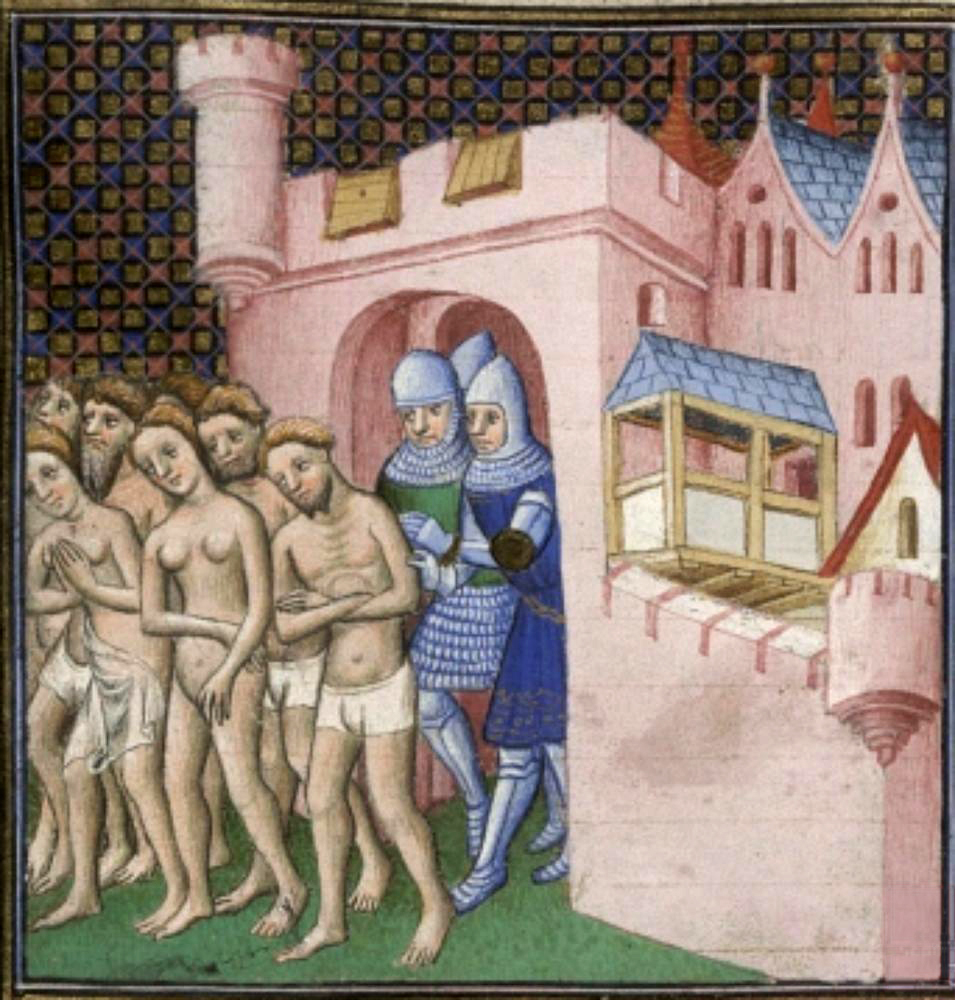
Les habitants de Carcassonne expulsés en 1209.

Le 26 juillet, les croisés quittent Béziers en ruines et se dirigent vers Carcassonne. Après la prise de Béziers, Trencavel n'a d'autre choix que de se retrancher dans la ville en attendant que l'orage passe. En temps normal, la cité abrite trois à quatre mille habitants, mais un plus grand nombre de paysans s'y sont réfugiés, fuyant la croisade. Celle-ci arrive au pied de la ville le 1er août. Le 3 août, un premier assaut permet aux croisés de prendre le faubourg du nord et de se rendre maîtres des points d'eau qui ravitaillent la ville. Le lendemain, un assaut contre le Castellare est repoussé, et les croisés mettent le siège autour de la cité. Trencavel effectue même une sortie, tuant les soldats se trouvant dans les faubourgs et incendiant ces derniers afin qu'ils ne puissent être utilisés par l'assaillant,.
C'est alors que le roi Pierre II d'Aragon se rend à Carcassonne. En effet, il est suzerain de plusieurs fiefs languedociens, dont certains appartiennent aux Trencavel, et cherche à étendre son influence dans la région. L'apparition d'une armée comme celle de la croisade ne peut que contrarier ses ambitions, et il se propose comme médiateur, afin que tout rentre rapidement dans l'ordre. Voulant rester en paix avec l'Église, il invite Raimond-Roger à négocier avec le légat, mais l'intransigeance de ce dernier fait échouer la négociation,.
Le manque d'eau et la surpopulation dans la ville, dans des conditions sanitaires déplorables, incitent le vicomte à négocier la reddition. D'un autre côté, les croisés veulent éviter un nouveau sac : ils ont besoin du butin pour financer leur participation, et doivent nommer un nouveau vicomte pour remplacer Trencavel ; et ce vicomte devra disposer de ressources pour continuer la lutte contre les cathares. Un accord est conclu le 15 août : Carcassonne capitule, la vie sauve est garantie à ses habitants et chevaliers, qui devront quitter la ville avec leurs seuls habits, et Trencavel se livre comme otage. Il meurt peu après dans sa prison de la cité de Carcassonne, à l'âge de 24 ans,.

### La conquête du Languedoc (1209-1213)
Par le passé, plusieurs expéditions avaient été déjà organisées contre les cathares. Mais dès le départ des soldats, l'hérésie avait repris de plus belle. Pour éviter que cela ne recommence et mettre définitivement fin au catharisme, le légat du pape souhaite confier les vicomtés de Trencavel à un croisé, avec la mission de continuer la lutte contre l'hérésie.
Comme cela lui permet d'agrandir ses domaines, Raymond VI de Toulouse se propose, mais son repentir est trop récent et semble suspect à Arnaud Amaury, qui refuse. Les vicomtés sont ensuite proposés à Hervé IV de Donzy, comte de Nevers, qui, bien qu'il soit ambitieux, se récuse, disant qu'il avait assez de terres et voulait y retourner. De même, le duc de Bourgogne, puis le comte de Saint-Pol déclinèrent cet honneur. Les trois barons les plus importants de la croisade ayant ainsi refusé, Arnaud Amaury préside une commission formée de deux évêques et de quatre barons, qui fixe son choix sur Simon IV de Montfort. Ce dernier commence par refuser, mais l'insistance de son ami Pierre des Vaux de Cernay et d'Arnaud Amaury finit par le faire revenir sur sa décision. Il accepte, à la condition que tous les barons présents fassent serment de venir l'aider au cas où il serait en péril,.

#### La conquête du Razès
La première difficulté du nouveau vicomte se manifeste avec la fin de la quarantaine qui survient peu après la reddition de Carcassonne. Simon supplie le duc de Bourgogne et le comte de Nevers de rester encore quelque temps. Le duc de Bourgogne accepte, par amitié, alors que le comte de Nevers refuse et quitte le Languedoc. Raymond VI de Toulouse prend également quelques châteaux, mais plus pour arrondir ses possessions, et retourne dans sa ville comtale. Avec le duc de Bourgogne, Simon prend Fanjeaux, puis s'installe à Alzonne, position jugée assez centrale.
Il y reçoit une délégation de la ville de Castres, s'y rend et reçoit l'hommage de ses habitants. Il tente ensuite de prendre les châteaux de Lastours, mais doit abandonner le siège après le départ du duc de Bourgogne. Il ne peut alors compter que sur une trentaine de chevaliers et une troupe de cinq cents soldats. À la demande de l'abbé de Saint-Antonin de Pamiers, il prend Mirepoix, qu'il donne à son beau-frère Guy de Lévis, détruit la maison de parfaits implantée à Pamiers par la sœur du comte de Foix et prend Saverdun. Il retourne ensuite dans ses États et reçoit l'hommage des habitants d'Albi. Il prend ensuite Preixan et reçoit l'hommage de plusieurs seigneurs locaux,.
Investi de ses nouveaux domaines par l'Église, Simon doit faire confirmer cette investiture par le suzerain des vicomtés, le roi Pierre II d'Aragon. Il le rencontre à Narbonne, mais au bout de quinze jours, le roi ne s'est toujours pas décidé à le reconnaître comme son vassal. C'est à ce moment, le 10 novembre 1209, que meurt Raimond-Roger Trencavel, et les ennemis de Montfort firent courir le bruit qu'il avait été assassiné. Le pays se révolte alors, son cousin Bouchard de Marly tombe dans une embuscade tendue par le seigneur Pierre Roger de Cabaret et plusieurs de ses châteaux sont assiégés,.
Giraud de Pépieux, un des seigneurs qui venaient de prêter serment à Montfort, assiège et investit le château de Puisserguier. Les défenseurs, deux chevaliers et cinquante sergents, se rendent contre la promesse d'avoir la vie sauve. Comme Montfort approche du château, Giraud fait exécuter les sergents et fuit vers Minerve en emmenant les deux chevaliers, qu'il relâche ensuite après leur avoir crevé les yeux et coupé les oreilles et le nez. D'autres châteaux sont repris par les Languedociens et leurs garnisons massacrées,.
Simon de Montfort ne peut compter que sur quelques villes comme Albi, restée fidèle à la croisade sous l'impulsion de son évêque Guilhem Peyre qui en profite pour accroître l'autonomie de la ville vis-à-vis des Trencavel. Il doit se préparer à faire une conquête complète du pays. Il commence par prendre Bram, à proximité d'Alzonne, et fait preuve d'une cruauté égale à celle de Giraud de Pépieux : les seigneurs qui ont violé leur serment de fidélité sont traînés à la queue d'un cheval et pendus, et les autres sont aveuglés et leur nez coupé,. Quinze jours après, il prend le château de Miramont, près de Carcassonne. Comprenant que Montfort ne sera pas aisément délogé du Languedoc, le roi d'Aragon prend contact avec le comte de Foix, mais deux interventions de Simon de Montfort perturbent les négociations à Pamiers,.

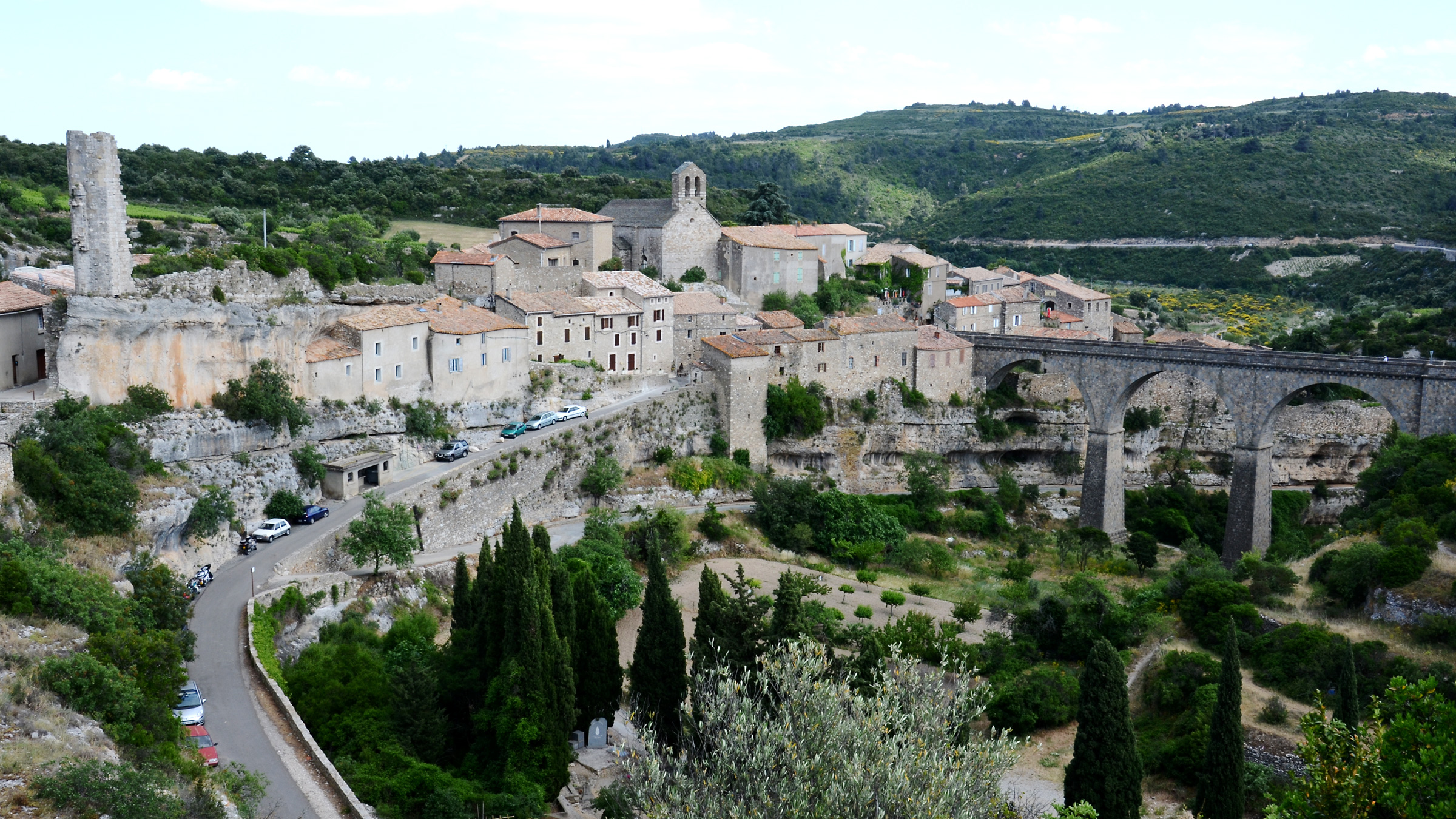
Minerve.

Début juin 1210, les Narbonnais viennent voir Simon de Montfort et lui proposent leur aide contre la ville de Minerve. Simon saute sur l'occasion pour assiéger la ville, où sont réfugiés de nombreux parfaits et cathares. Il commence par faire construire une énorme pierrière, la « Malvoisine », qui détruit le chemin couvert permettant aux assiégés de s'approvisionner en eau. La ville capitule le 22 juillet, le seigneur ayant obtenu la vie sauve pour les habitants, les soldats et les cathares qui acceptent d'abjurer leur foi. Cent quarante parfaits refusent de le faire, sont condamnés au bûcher et brûlés,. Impressionnée par l'efficacité du siège de Minerve, Montréal se rend sans combattre. Encouragé par ces succès, Simon attaque le château de Termes, qu'il prend après un siège de quatre mois,.
Au début du mois de janvier 1211, le roi Pierre II d'Aragon organise une conférence visant à négocier la paix entre Arnaud-Amaury, Simon de Montfort, Raymond de Toulouse, qui n'avait combattu les cathares que mollement, et Raymond-Roger de Foix qui avait affiché une franche hostilité vis-à-vis de la croisade. Le comte de Foix refuse de s'y rendre, mais le roi fait preuve de bonne volonté en annonçant qu'il enverrait des soldats à Foix pour assagir le comte. Simon, faisant preuve d'obstination, parvient au bout de plusieurs jours à se faire confirmer la possession de ses vicomtés par le roi. La conférence reprend à Montpellier et les légats exigent de Raymond de Toulouse qu'il démilitarise ses États. Raymond refuse, est immédiatement excommunié, mais bat le rappel de ses vassaux et réunit une armée,.
Simon ne peut pas réagir immédiatement, car il lui faut d'abord pacifier et contrôler ses États. L'arrivée d'un bataillon de croisés lui permet de mettre le siège devant les châteaux de Lastours. Le seigneur Pierre-Roger de Cabaret livre les châteaux à Simon en même temps qu'il libère Bouchard de Marly. C'est alors qu'un seigneur qui avait déjà prêté allégeance à Simon, Aimery de Montréal, encouragé par la réaction du comte de Toulouse, se révolte et se retranche à Lavaur. Simon arrive au pied de la citadelle, où le rejoint une troupe de cinq mille combattants, sous les ordres de Foulques, évêque de Toulouse, qui s'oppose au comte. Ce dernier ne tarde pas à venir avec son armée, mais renonce après une entrevue à dégager la ville de ses assiégeants. Une troupe de croisés allemands se dirigeant vers Lavaur est détruite à Montgey par Raymond-Roger de Foix et Giraud de Pépieux. Le 3 mai 1211, après un mois et demi de siège et de bombardements intensifs, une mine permet d'ouvrir une brèche dans les remparts. L'assaut donné immédiatement après permet à Simon de se rendre maître de la place. Aimery de Montréal et ses chevaliers sont pendus pour avoir trahi leur allégeance. Dame Guiraude, sœur d'Aimery, est lapidée au fond d'un puits et trois à quatre cents parfaits sont brûlés vifs,.
Simon a alors terminé la conquête de ses vicomtés et peut envisager d'attaquer le comté de Toulouse.

#### La guerre contre Toulouse
L'excommunication de Raymond de Toulouse autorise toute personne qui le désire à s'emparer de ses biens. Cette règle extrêmement sévère n'est que rarement appliquée au cours de l'histoire, car le pape espère toujours la repentance de la personne frappée par ce châtiment. Dans le cas présent, les légats savent qu'ils peuvent compter sur un homme suffisamment résolu, Simon de Montfort, et sur un apport constant de croisés pour aller jusqu'au bout.
Simon commence par prendre Castelnaudary, puis occupe l'Albigeois. Le 5 juin 1211, il obtient la renonciation de Raimond II Trencavel sur les fiefs de son père. Puis, il se présente avec un détachement de croisés, conduit par Thiébaut Ier de Bar, devant Montaudran le 15 juin, met en déroute une troupe qui tente de lui barrer la route de Toulouse et assiège la ville. Celle-ci résiste et Simon, comprenant qu'elle est trop bien protégée pour être prise d'assaut, lève le siège pour ravager le comté de Foix. Il s'agit pour lui de l'affaiblir et de se venger de la défaite de Montgey,.
Il rentre à Carcassonne pour apprendre que Raymond de Toulouse a terminé ses préparatifs et se prépare à passer à l'offensive. Simon s'installe à Castelnaudary pour lui barrer la route. Il demande des secours, mais la plupart des villes du Languedoc, attendant de voir qui sera le vainqueur, temporisent. Bouchard de Marly arrive avec une petite troupe et un convoi de vivres. Il est attaqué par le comte de Foix, mais les routiers de ce dernier préfèrent rapidement piller le convoi plutôt que continuer le combat et une sortie de Montfort met en déroute la troupe du comte de Foix.
Le comte de Toulouse lève le siège, mais Simon ne peut exploiter son succès, certaines localités s'étant entre-temps révoltées. Pour l'aider, le pape destitue des évêques jugés trop liés au catharisme comme Bérenger de Barcelone, archevêque de Narbonne, remplacé par Arnaud-Amaury, et Bernard Roger de Roquefort, évêque de Carcassonne, remplacé par Guy des Vaux de Cernay,.
Une arrivée massive de croisés lui permet d'envahir le nord de l'Albigeois au printemps 1212, puis de l'Agenais, pendant l'été. Il s'occupe de prendre Moissac, puis se rend à Pamiers pour soutenir son abbé, attaqué par le comte de Foix. Il prend ensuite Muret, achevant l'encerclement de Toulouse, tandis qu'un de ses alliés occupe le Comminges, neutralisant ainsi le comte local.

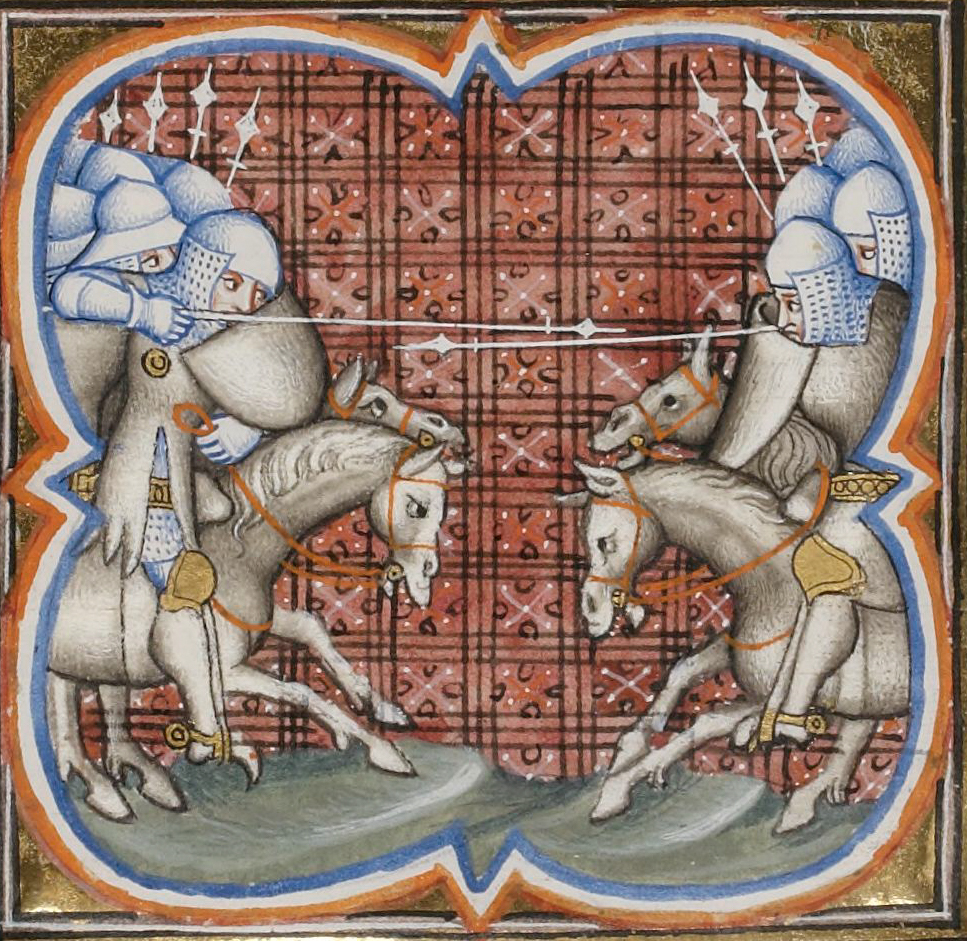
La bataille de Muret d'après une enluminure du XIVe siècle (Grandes Chroniques de France, BNF, Ms français 2813, fol. 252v.).

Ayant réduit à l'impuissance le comte de Toulouse, Montfort profite d'une période de paix relative pour convoquer les seigneurs de ses domaines à Pamiers et leur faire rédiger les statuts de Pamiers, une charte décrivant l'organisation militaire, civile et religieuse de ses États. Pendant ce temps, Raymond VI négocie une alliance avec Pierre II d'Aragon, auréolé du prestige que lui confère sa victoire contre les musulmans à Las Navas de Tolosa, et plaide sa cause au pape Innocent III. Celui-ci réunit un concile pour examiner le cas du comte de Toulouse, où le roi d'Aragon plaide largement la cause des comtes de Toulouse, de Foix et de Comminges. Le pape tranche en décidant la fin de la guerre contre les hérétiques (15 janvier 1213),.
Le roi d'Aragon prend officiellement les trois comtes sous sa protection et prépare une nouvelle guerre. Il franchit les Pyrénées, fait la jonction avec les forces des trois comtes et assiège Muret. Simon accourt à la tête d'une armée et l'entente languedocienne subit une cuisante défaite le 12 septembre 1213. Pierre II d'Aragon est tué dans la bataille, son fils est fait prisonnier par les croisés et les milices toulousaines sont massacrées. Simon de Montfort, en gagnant la bataille de Muret, va marquer le prélude de la domination française sur l'Occitanie et la fin de l'expansion de la couronne d'Aragon au nord.
Les conséquences de la bataille de Muret sont importantes, puisque Foix, Narbonne, le Comminges tombent dans les mains de Simon de Montfort. Il commence également à occuper les possessions provençales du comte de Toulouse. Mais Raymond négocie l'alliance de l'Angleterre et Simon doit encore passer du temps à pacifier ses possessions,.

### La paix et le concile du Latran (1214-1215)
L'Église décide d'une paix provisoire en avril 1214, que les Languedociens acceptent, en attendant qu'un concile décide du sort de Raymond de Toulouse. En effet, Jean sans Terre, occupé par une campagne contre la France, ne peut pas encore venir soutenir ses nouveaux alliés languedociens. Sa défaite à la Roche-aux-Moines le 2 juillet 1214, et celle de ses alliés à Bouvines le 27 juillet met définitivement fin aux espoirs de Raymond VI.
Un concile régional se réunit à Montpellier au mois de janvier 1215 et attribue les terres de Raymond de Toulouse à Simon de Montfort, puis s'aperçoit qu'il n'a pas ce pouvoir et en réfère au pape. Ce dernier modifie les conclusions du concile et attribue le marquisat de Provence à Guillaume des Baux, le duché de Narbonne à Arnaud Amaury et le reste à Simon de Montfort (4 février 1215). Peu après, le prince héritier Louis fait un voyage dans le sud de la France pour y affirmer la présence capétienne et trancher un premier litige entre Simon de Montfort et Arnaud Amaury à propos de la possession de Narbonne. La ville de Toulouse fait sa soumission, le prince Louis et Simon de Montfort y font leur entrée, après avoir démantelé les fortifications.
Le concile du Latran dure du 11 au 30 novembre 1215 et traite de l'ensemble de la chrétienté, et particulièrement de la Terre sainte, de la foi (et donc des hérésies) et des réformes. Le sort de Raymond de Toulouse est examiné à la dernière séance. À la suite du concile, le pape décide le 15 décembre 1215 d'attribuer définitivement le marquisat de Provence à Raymond VII de Toulouse, fils de Raymond VI, et le comté de Toulouse, les vicomtés de Carcassonne et de Béziers et le duché de Narbonne à Simon IV de Montfort. Le légat Arnaud Amaury, archevêque de Narbonne, lui dénie la possession du duché de Narbonne et Simon doit intervenir et le soumettre, malgré les menaces d'excommunication du légat. Il se rend ensuite à Toulouse, où il reçoit l'hommage des habitants le 7 mars 1216. Contrôlant le pays, il se rend alors en Île-de-France, qu'il n'avait pas revue depuis sept ans, pour rendre l'hommage au roi Philippe Auguste pour ses nouveaux domaines (10 avril 1216),.

### La révolte languedocienne (1216-1223)
Raymond VI, réfugié à Gênes et son fils Raymond VII parcourent la Provence, lèvent une armée de partisans que vont rejoindre les chevaliers faydits. Raymond VII commence par revendiquer Beaucaire. La garde de cette ville avait été confiée par les archevêques d'Arles aux comtes de Toulouse, mais l'archevêque l'avait reprise en 1214 et donnée à Simon de Montfort qui avait installé une garnison commandée par Lambert de Limoux. La décision du pape Innocent III du 15 décembre 1215 ne mentionne pas cette ville, donc n'indique pas à qui elle était attribuée. Stratégiquement importante, Beaucaire gardait la rive française du Rhône, face à Tarascon, une cité impériale. Raymond VII entre dans la ville en mai 1216, acclamé par la population. Lambert de Limoux tente de s’opposer à la venue de Raymond, mais doit reculer face à la foule et se retrancher dans le château, rapidement assiégé par les habitants de la ville. Dès qu’il apprend la nouvelle, Guy de Montfort marche sur Beaucaire. Le comte Raymond VII refuse l’affrontement en plaine et Guy doit assiéger la ville. Simon apprend la nouvelle alors qu’il est encore à Paris. Il se rend immédiatement à Beaucaire, qu’il atteint le 6 juin. Deux assauts sont repoussés au mois de juillet. Un troisième assaut est tenté le 15 août, et prend pied sur les murailles, mais les défenseurs ameutent la population et Simon doit renoncer. Pendant ce temps, la garnison de Lambert de Limoux commence à manquer de vivres et Simon doit négocier l’abandon du siège contre la vie sauve pour sa garnison (24 août 1216).
L’annonce de cet échec de Simon sème l’agitation en Languedoc. Il rentre à marche forcée vers Toulouse, craignant la révolte, qui éclate alors qu’il approche de la ville, et réclame des otages à la ville. La ville est prise, mais Simon réclame des indemnités de guerre telles qu'il se retrouve avec une ville qui le hait et qui est prête à se révolter,.
Profitant de l’accalmie, Simon marie son second fils Guy avec la comtesse Pétronille de Bigorre. Ce mariage renforce son influence dans la région et soustrait la Bigorre aux partisans du comte de Toulouse. Il intervient ensuite dans le comté de Foix, mais apprend que Raymond VII rallie plusieurs villes du Languedoc et le comte de Valentinois qu’il combat durant l’été 1217. À la fin de cette campagne, Montfort apprend que Raymond VI est revenu à Toulouse le 13 septembre 1217, que la ville se révolte et qu'elle relève ses murailles. Guy, prévenu le premier, commence le siège le 22 septembre. Le siège s'éternise et le 25 juin 1218, Simon est atteint à la tête par un jet de pierre et meurt,.

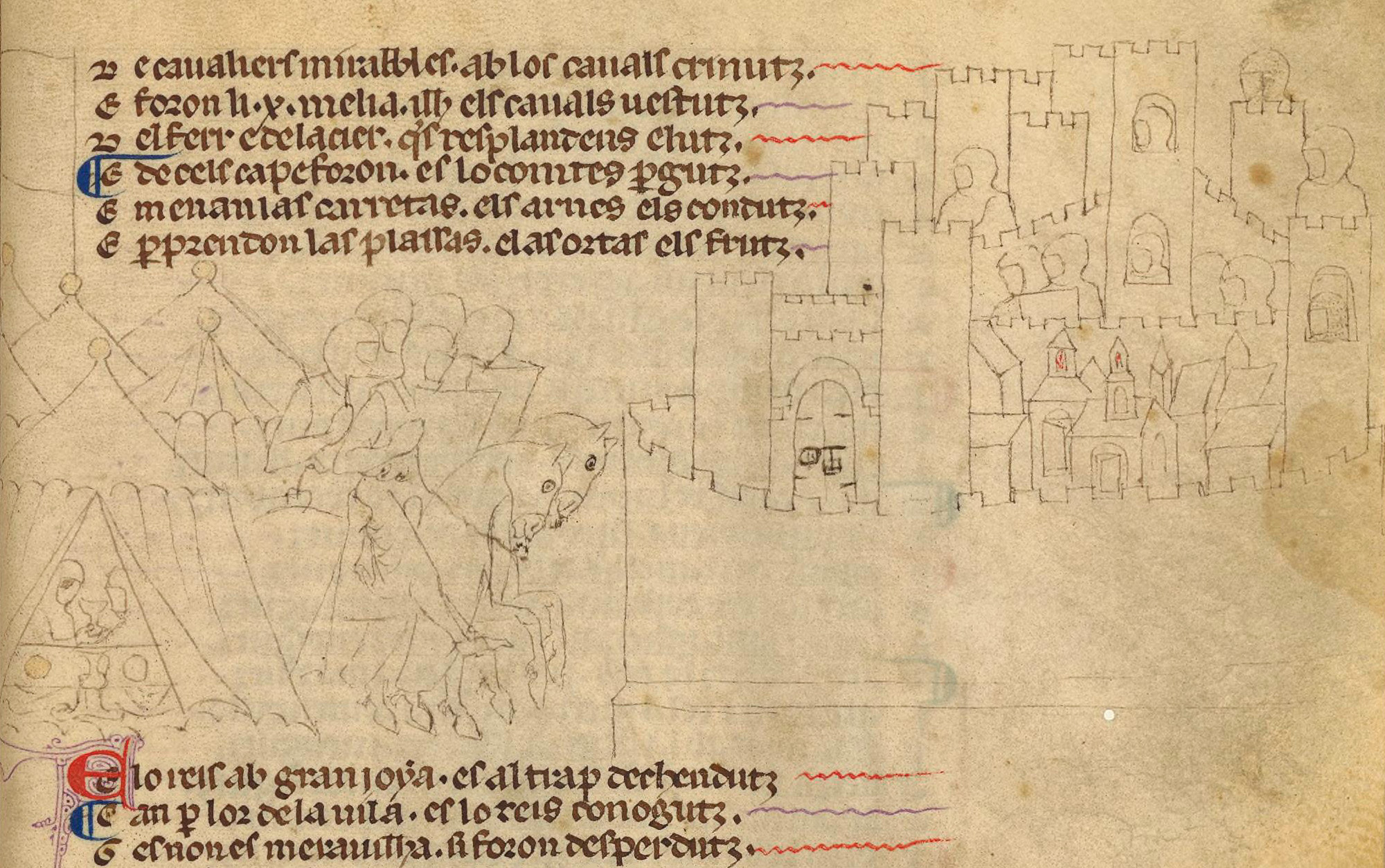
Prise de Marmande par le prince Louis en 1219.
Guilhem de Tudèle, Chanson de la croisade des albigeois, début XIIIe siècle s., BnF, département des manuscrits, ms. Français 25425,.

Amaury VI de Montfort succède à son père à la tête de l'armée croisée. Le 25 juillet, il lève le siège et se retire à Carcassonne. Bien que ne manquant pas de courage, Amaury n’a pas l’habileté de son père, et ne peut empêcher la plupart des barons languedociens de se rallier aux comtes de Toulouse et de reprendre les fiefs tenus par des croisés.
Devant la situation d’insurrection, le pape Honorius III se remet à prêcher une nouvelle croisade, au début de l’année 1218. Le roi Philippe Auguste décide d’envoyer son fils Louis pour intervenir en Languedoc. Philippe agit plus dans le but d’imposer au sud l’arbitrage royal que par ferveur religieuse ou pour soutenir un vassal en difficulté. Le prince Louis se rend en Languedoc à la tête d’une armée et rejoint Amaury VI de Montfort qui assiège Marmande (2 juin 1219). La ville est prise et sa population massacrée. Les croisés marchent alors sur Toulouse qu’ils atteignent le 17 juin. Au bout d’un mois et demi de siège infructueux, le siège est abandonné le 1er août, et le prince Louis retourne dans le nord. Pendant le restant de l’année, Raymond et Amaury parcourent le pays, chacun cherchant à gagner des partisans. De juillet 1220 à février 1221, Amaury assiège sans succès Castelnaudary. Le 2 août 1222, Raymond VII succède à son père et tente de faire allégeance au roi, qui lui répond qu’il ne le reconnaîtrait que si l’Église fait de même. Raymond commence des démarches en ce sens, tandis que Roger-Bernard de Foix continue la lutte en reprenant Fanjeaux, Limoux, Pieusse (1222), puis Mirepoix (juin 1223).

### L'intervention royale (1226-1229)
La paix revenait en Languedoc, sur une victoire de Raymond VII. Un concile s’apprête à se réunir à Paris pour négocier les termes politiques et religieux de la paix. Mais le roi Philippe, malade, meurt le 14 juillet 1223.
Les envoyés du pape, sachant le nouveau roi plus prompt à diriger une croisade que son père, renoncent au concile de paix et l’incitent à reprendre la lutte. Blanche de Castille, la femme de Louis VIII convainc également son mari d'intervenir. Amaury, à qui il ne reste plus que Carcassonne, Minerve et Penne-d'Agenais, retourne en Île-de-France le 14 janvier 1224. Ruiné et ne pouvant plus payer une armée, il abandonne en février 1224 tous ses droits en Languedoc au roi de France.
En février 1224, le roi demande alors au pape des garanties (les archevêques de Bourges, Reims et Sens doivent être les chefs spirituels de la croisade et ont tout pouvoir pour excommunier et jeter l’interdit ; trêve de dix ans avec l’Angleterre ; contribution financière accordée par l’Église aux croisés…) qui montrent plus l’action d’un roi de France que d’un dévot. Pendant ce temps, le 3 juin 1224, les comtes de Toulouse et de Foix et le vicomte Trencavel s’engagent devant une conférence d’évêques à purger leurs territoires de l’hérésie et à restituer les biens spoliés au clergé, à la réserve de l’annulation de tous les actes de cession des Montfort. Le 25 août, le pape accepte les termes du triple serment. Mais le roi Louis, ne voulant pas renoncer à annexer le sud, envoie Guy de Montfort en ambassade auprès du pape pour le faire revenir sur ses décisions. Un concile se réunit à Bourges le 29 novembre 1225 pour traiter de la question cathare et le comte Raymond VII, n’ayant pas satisfait à toutes les exigences du pape, est à nouveau excommunié le 28 janvier 1226,.

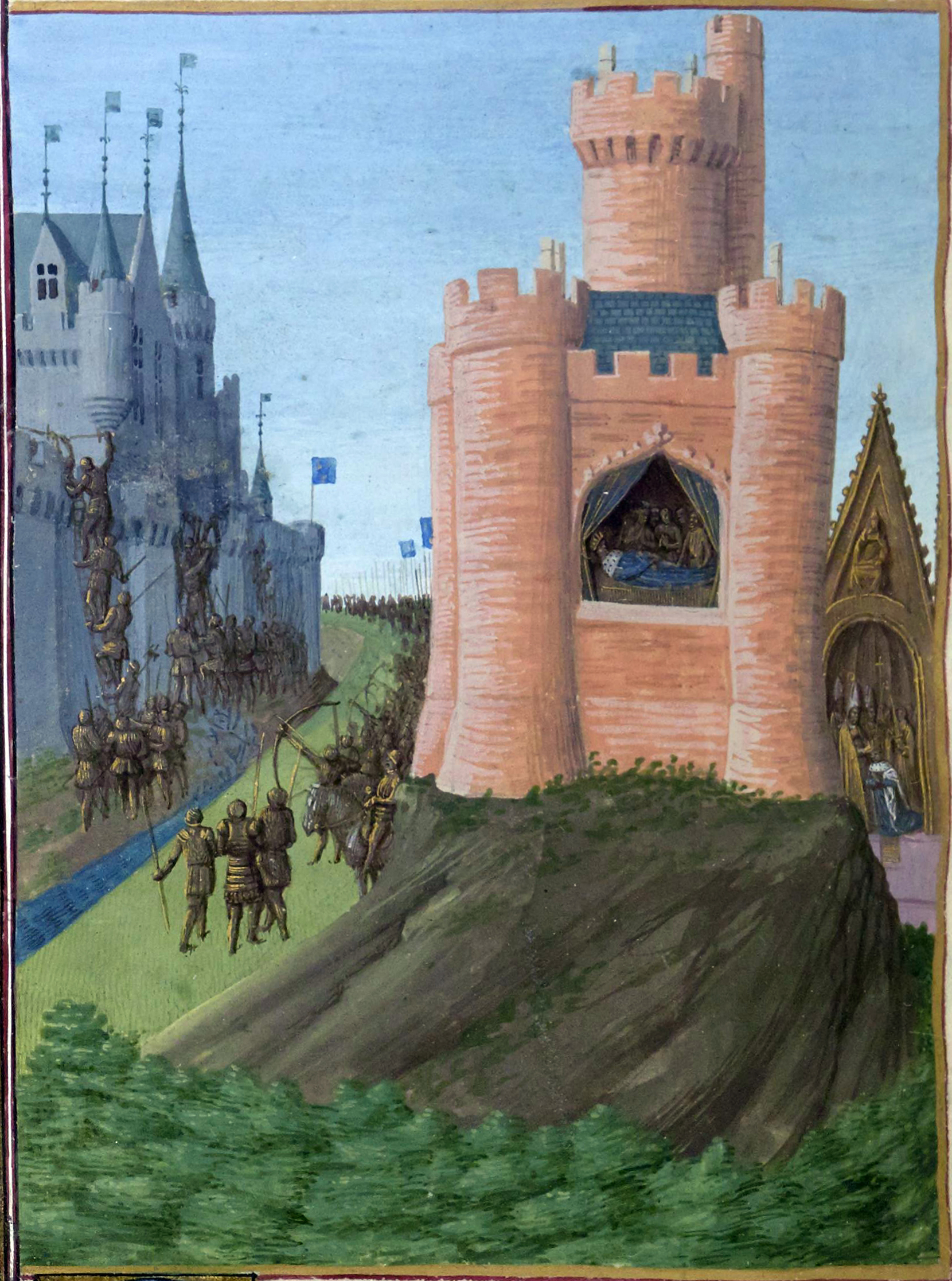
Siège d'Avignon, puis mort du roi Louis VIII.

Le 30 janvier 1226, le roi Louis VIII prend la croix contre les cathares. Son armée, dans laquelle figure le comte Thomas Ier de Savoie, arrive à Lyon le 28 mai. Il suit le cours du Rhône et reçoit les soumissions des différentes villes provençales et languedociennes, qui envoient leur délégation bien avant que l’armée approche des villes. Le 6 juin, l’armée se présente devant Avignon, mais les habitants, craignant les exactions des soldats, lui refusent l’entrée. Le 10 juin débute le siège. Un assaut général est tenté le 8 août, mais est repoussé. Les vivres manquant, la ville capitule le 9 septembre. Thibaud IV, comte de Champagne, quitte alors l’ost, ayant effectué sa quarantaine, au grand déplaisir du roi.
Louis VIII reçoit la soumission du comte de Comminges, privant Raymond VII de son seul allié, et annexe les vicomtés Trencavel. Avertis de l'approche de l'armée royale, les bourgeois de Carcassonne se révoltent contre Trencavel, qui s'était établi à la cité, et le forcent à se replier sur Limoux, en compagnie de Roger-Bernard de Foix. De là, les deux alliés organisent la résistance. Le roi contrôle maintenant le pays et réinstalle les compagnons de Simon de Montfort dans leurs anciens domaines. Il nomme Humbert V, sire de Beaujeu, comme gouverneur des vicomtés. Il ne réussit pas à prendre Toulouse, et repart en passant par l’Auvergne. Malade en atteignant Montpensier, le 29 octobre 1226, il s’alite et y meurt le 8 novembre.
Raymond VII et ses alliés profitent de l’hiver qui suit pour regagner du terrain. Humbert possède une armée réduite de cinq cents chevaliers pour le contrer, mais est investi de l’autorité royale et n’est pas assujetti, comme l’étaient Simon et Amaury de Montfort, aux directives de l’Église. L’hérésie regagne également du terrain et l’archevêque de Narbonne réunit un concile provincial qui renouvelle l’excommunication des comtes de Toulouse et de Foix et de Trencavel. Au cours de l’été, Humbert de Beaujeu reçoit des renforts et assiège Labécède, défendu par Olivier de Termes et Pons de Villeneuve. Le château est pris et les parfaits qui s’y étaient réfugiés sont brûlés.
Il prend d’autres châteaux, mais Raymond VII en occupe d’autres, si bien que l’équilibre se maintient. Au cours de l’été 1228, Humbert attaque la ville de Toulouse, mais ne pouvant prendre la ville trop bien défendue, ravage la campagne environnante pendant trois mois, sans que le comte Raymond VII n’intervienne. Au mois de novembre, Olivier de Termes et Pons de Villeneuve, deux des faydits les plus redoutables, font leur soumission.
Le pape Honorius III meurt le 18 mars 1227 et son successeur, Grégoire IX, connaît les problèmes de la régente Blanche de Castille face aux grands seigneurs insoumis, et sait qu’elle pourrait difficilement intervenir dans le Languedoc. Il est également en conflit avec l’empereur Frédéric II, et résoudre la question albigeoise lui permettrait de se consacrer à cette autre lutte. Il envoie son légat Romain de Saint-Ange à Paris pour négocier une paix. Finalement, un accord se dessine, une conférence est réunie à Meaux en mars 1229, et le traité de Paris est signé le 12 avril 1229. Raymond de Toulouse fait pénitence devant Notre-Dame de Paris, est confirmé comme comte de Toulouse, mais donne Jeanne, sa fille unique, en mariage à Alphonse de France, frère du roi. Le 16 juin, Roger-Bernard II de Foix accepte de se soumettre et signe la capitulation de Saint-Jean-de-Verges. Le pape envoie en Languedoc les tribunaux de l’Inquisition pour lutter contre les cathares.

### La fin de l'indépendance du comté de Toulouse (1233-1255)
Le comte de Toulouse ne soutient que mollement la lutte contre l’hérésie. De plus, peu de Languedociens acceptent de dénoncer les hérétiques contre récompense. En 1233, le pape constate l’inefficacité de la lutte, et comprend que les évêques ne peuvent en même temps lutter contre l’hérésie, exercer leur ministère et gérer leur diocèse. Le 20 avril 1233, il institue l’Inquisition, déchargeant ainsi de cette tâche le clergé séculier. Il confie cette institution aux Dominicains.
Au cours de l'été 1240, les Languedociens poussés à bout se révoltent. Une armée surgit des Corbières. Son chef Raymond Trencavel, à la tête de faydits du Razès, du Carcassonnais et du Fenouillèdes, épaulé par un corps d'infanterie aragonais, tente de reprendre ses anciens domaines au roi de France. Profitant de l'effet de surprise, elle fond sur le Carcassès, mais au lieu d'attaquer directement la cité, le vicomte préfère entrer en possession du Razès. Ainsi, le sénéchal de Carcassonne, Guillaume des Ormes a le temps de renforcer ses défenses. Le siège de la cité par Raymond est un échec et il s'enferme dans Montréal. Les comtes de Toulouse et de Foix se présentent alors au camp des Français et parviennent à obtenir une reddition honorable pour Trencavel, autorisé à rejoindre l'Aragon.
Le comte de Toulouse est resté à l'écart du conflit, mais le roi lui reproche de ne pas avoir répondu à l'appel du sénéchal du Languedoc, et il doit faire sa soumission le 12 mars 1241. Il donne le change en assiégeant en juillet 1241 le château de Montségur qu'il ne prend pas. Pour avoir un fils, et ainsi empêcher que Toulouse ne revienne à Alphonse de Poitiers, il répudie son épouse et en cherche une autre, mais les morts successives de plusieurs papes retardent l'annulation de son mariage.
En 1241, Alphonse de France est investi du comté de Poitiers par son frère Louis IX. La noblesse poitevine, qui reste attachée aux Plantagenêts, et particulièrement Hugues X de Lusignan, marié à Isabelle d'Angoulême, ancienne reine d’Angleterre, commence à nouer des alliances avec le roi d’Angleterre, le roi d’Aragon et Raymond VII le comte de Toulouse. Raymond VII épouse Marguerite de Lusignan, fille de Hugues X. Si le complot avait été bien coordonné, il aurait pu réussir, mais les imprudences de Hugues de Lusignan le découvrent prématurément, et le roi a le temps de prendre les dispositions nécessaires : Hugues se révolte plus tôt que prévu, à Noël 1241, ce qui permet au roi de le vaincre avant que n’éclate la révolte en Languedoc.
En Languedoc, l’Inquisition reprend ses activités. Plusieurs chevaliers réunis par Pierre-Roger de Mirepoix massacrent plusieurs inquisiteurs dans la ville d’Avignonet-Lauragais, le 28 mai 1242. L’annonce de ce massacre est le signal de la révolte languedocienne, et de nombreux seigneurs et chevaliers faydits rallient l’armée de Raymond VII. Celui-ci, appuyé par Trencavel, le vicomte de Narbonne Amalric, et le comte de Foix, s'empare du Razès en 1242, puis du Minervois, d'Albi, avant d'entrer à Narbonne. Les Français tiennent fermement Carcassonne et Béziers. Mais le soulèvement général qu'escompte Raymond VII ne s'est pas produit : ni le duc de Bretagne, ni le comte de Provence, ni le roi d'Aragon ne répondent à son appel.
Le 21 juillet 1242, Louis IX écrase la noblesse poitevine et le roi Henri III d’Angleterre à Taillebourg et marche en direction du Languedoc. Le comte de Foix est le premier à abandonner le comte de Toulouse pour se rallier au roi, provoquant la défection des autres alliés. Le comte de Toulouse en est réduit à traiter avec le roi de France. En janvier 1243, Raymond VII fait acte de soumission à Louis IX, imité par le vicomte de Narbonne.

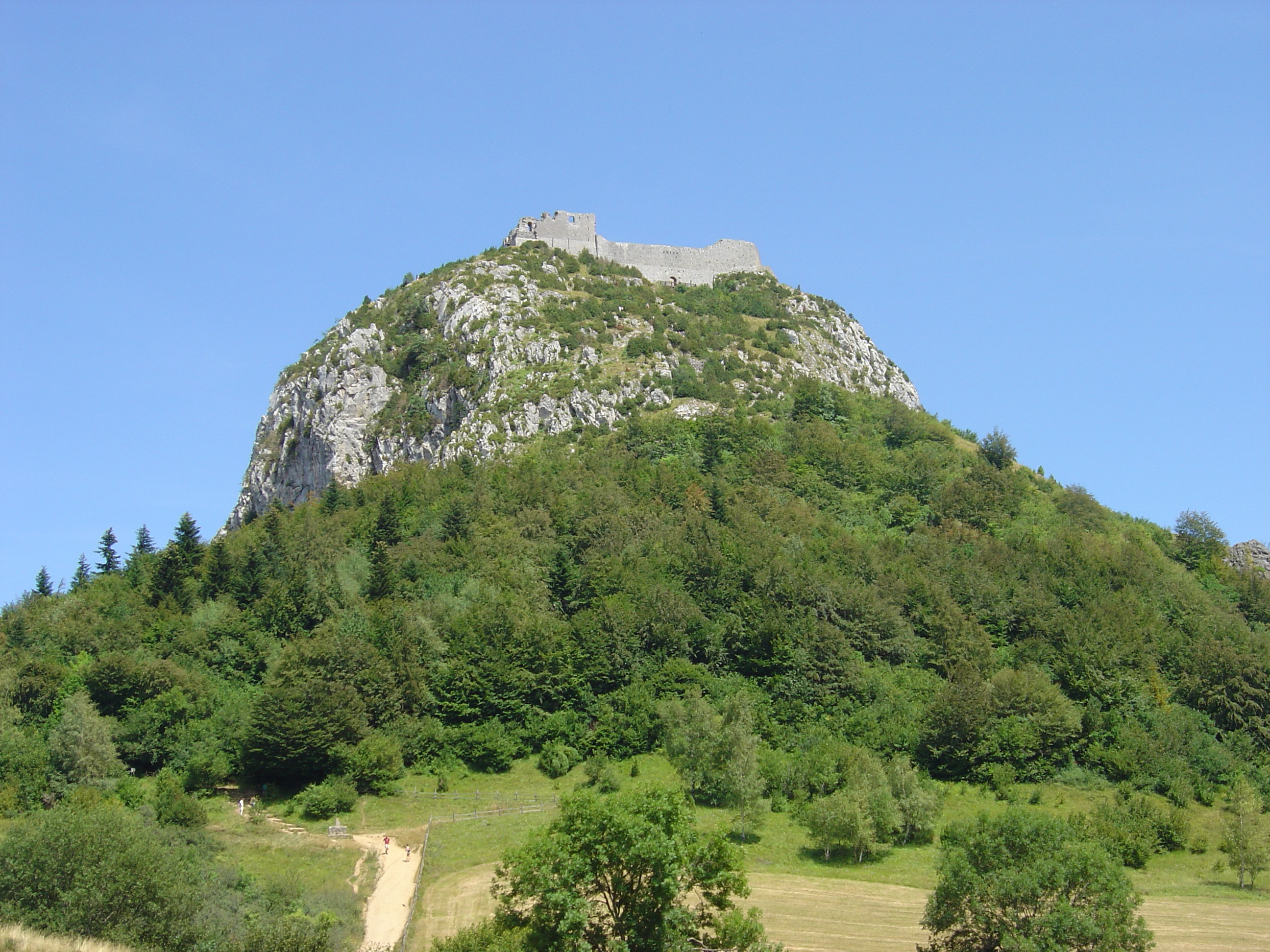
Château de Montségur.

La résistance cathare se concentre alors sur quelques châteaux pyrénéens, dont Montségur et Quéribus. Le concile de Béziers, en 1243, décide d’en finir et ordonne la prise de celui de Montségur. Hugues des Arcis, sénéchal de Carcassonne, prend le château le 16 mars 1244, après un siège de dix mois. Les parfaits réfugiés dans le château refusent d’abjurer leur foi et deux cents d'entre eux sont aussitôt brûlés (seuls trois arriveront à s'échapper du château la nuit précédant le bûcher). Selon Yves Dossat, le « bûcher de Montségur » relève de la légende : en réalité, les cathares arrêtés à Montségur ont été conduits à Bram où ils ont été interrogés par l’Inquisition, puis livrés aux flammes. En revanche, Michel Roquebert situe le bûcher à Montségur au « prat das cramats ». Guy II de Lévis, seigneur de Mirepoix, prend ensuite possession du château.
Après le bûcher de Montségur, l’église cathare est désorganisée, et de nombreux parfaits se réfugient en Lombardie. Les derniers châteaux cathares, Quéribus et surtout de Niort-de-Sault qui était avec tout le pays de Sault le refuge de nombreux parfaits, sont pris à leur tour en 1255.[réf. nécessaire]
Vers 1295, Peire Authié, un notable d’Ax, se rend en Lombardie auprès des cathares, puis revient et tente de recréer une église cathare en Languedoc, mais l’Inquisition met fin à son mouvement en 1309. L'Inquisition reste encore active dans cette partie du royaume pendant environ trois quarts de siècle jusqu'à ce que le catharisme soit complètement éteint.

## Bilan des croisades

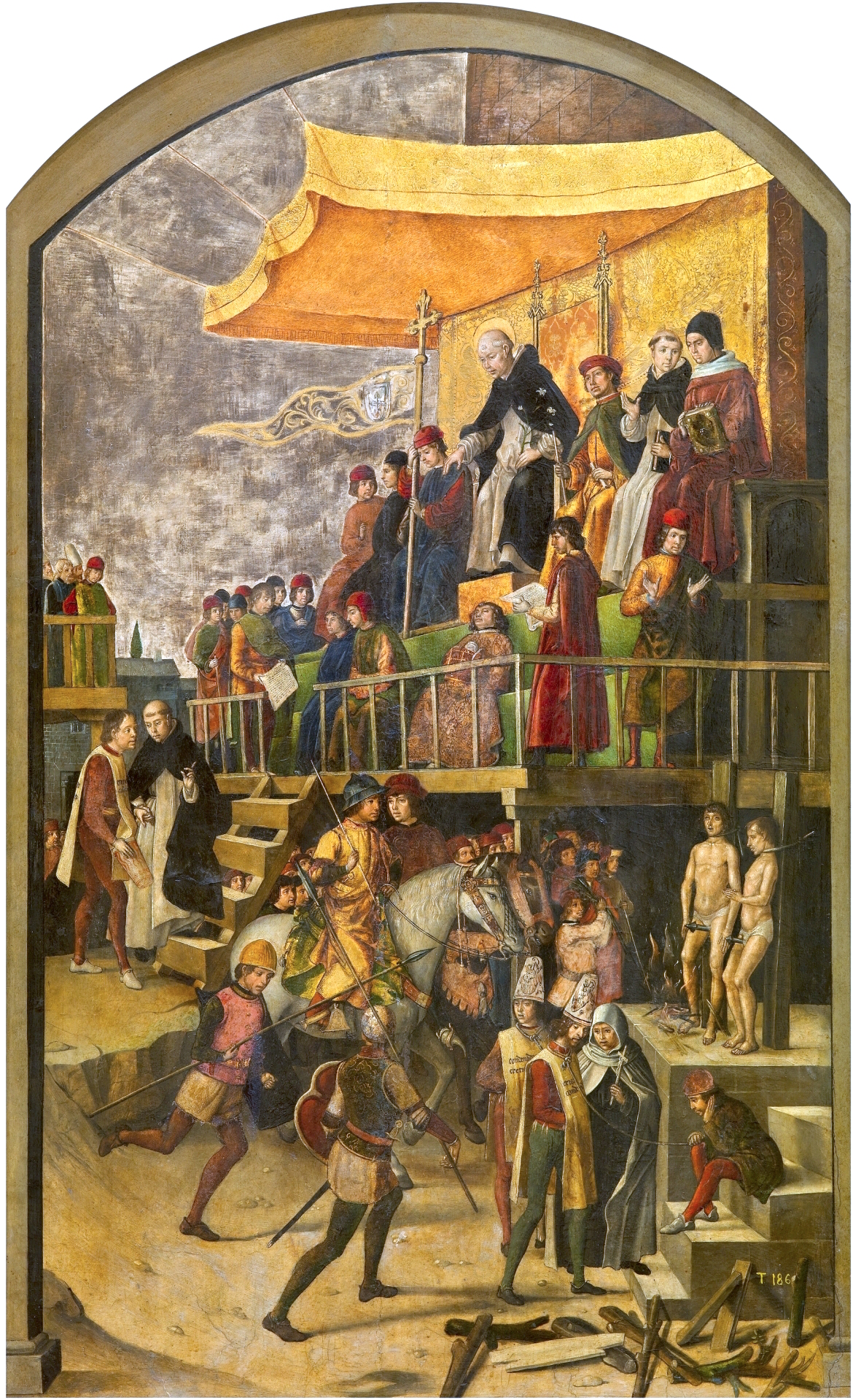
Saint Dominique présidant un autodafé, par Pedro Berruguete.

Cette croisade a eu des répercussions autant sur le plan religieux que sur le plan politique.
Sur le plan religieux d'abord, les conséquences directes sont l'élimination du catharisme en Languedoc, la création de l'Ordre des Prêcheurs (les dominicains) et la création de l'Inquisition médiévale. Le nombre total des personnes exécutées par l'Inquisition n'est pas connu avec certitude. 
Une conséquence religieuse moins connue est la réforme du clergé local. C'est en effet la richesse (et parfois la corruption) du clergé catholique et sa dénonciation par les prélats cathares qui a incité une partie de la population à se convertir à la nouvelle religion. Une partie de la hiérarchie cléricale était également suspectée de sympathies cathares. La période allant de 1209 à 1215 a vu la déposition de plusieurs évêques et leur remplacement par des prélats venus du nord du royaume (Arnaud Amaury à Narbonne, Guy des Vaux de Cernay à Carcassonne). Certains diocèses, jugés trop étendus pour être correctement administrés, ont été divisés.
Sur le plan politique, les comtés de Toulouse et de Foix et les vicomtés Trencavel étaient vassaux du roi de France en théorie, mais voulant épisodiquement opérer de manière indépendante par rapport à ce dernier de fait, compte tenu de l'influence importante du royaume d'Aragon. La croisade modifie radicalement cette situation et à la fin du XIIIe siècle, seul le comté de Foix et la vicomté de Narbonne ne sont pas annexés au domaine royal. Le comté de Toulouse et les vicomtés de Béziers, de Carcassonne et d'Albi sont remplacés par trois sénéchaussées de Toulouse, de Beaucaire et de Carcassonne. Montpellier et le Gévaudan, possessions du roi d'Aragon, sont achetés par le roi de France.
En définitive, c'est le royaume de France qui retire le plus de bénéfices de ce conflit dans lequel son roi Philippe Auguste prétendait ne pas vouloir s'impliquer au départ : le Languedoc, qui jusque-là était encore sous l'influence de la Catalogne et des Aragonais, rentre définitivement dans la sphère d'influence française. La croisade entraîne la séparation définitive entre les Languedociens, au nord, et les Catalans, au sud.
La croisade des albigeois marque une modification radicale de la politique extérieure des royaumes de France et d'Aragon :
- au début du XIIIe siècle, Philippe Auguste, roi de France, hésite à annexer La Rochelle, qu'il considère comme trop éloignée du pouvoir royal : en cas de siège de la ville, l'éloignement ne permet pas à l'ost royal une intervention rapide. À la fin de ce même siècle, le territoire correspondant à l'actuelle région Occitanie fait partie du domaine royal. L'influence du roi de France s'exerce jusqu'aux Pyrénées[q] ;
- au début du siècle, c'est le roi d'Aragon qui domine le Languedoc, bien que se heurtant aux comtes de Toulouse : il possède en propre les comtés de Gévaudan et de Roussillon, la vicomté de Millau et la seigneurie de Montpellier. Un sien cousin possède le comté de Provence, et les comtes de Comminges, les vicomtes d'Albi, de Béziers, de Carcassonne et de Narbonne sont ses vassaux. À la fin du siècle, il ne lui reste plus que le Roussillon au nord des Pyrénées. Ses vassaux soit sont passés sous la suzeraineté du roi de France, soit ont eu leurs domaines annexés : Louis IX a racheté le Gévaudan (1258) et Phillipe VI la seigneurie de Montpellier (1349) et le comté de Provence est passé par mariage à Charles d'Anjou, frère de Saint Louis. L'Aragon va alors s'étendre vers le sud (avec la Reconquista et la conquête du royaume de Valence) et en Méditerranée (Sicile, Sardaigne, Corse…).

La croisade contre les albigeois a comme ultime conséquence d'élargir le domaine personnel des rois de France jusqu'à la Méditerranée et aux Pyrénées. Pour défendre ses nouvelles frontières avec le royaume d'Aragon, Louis IX fait établir la plus grande ceinture de forteresses encore jamais dressée en Europe.

## Relectures contemporaines

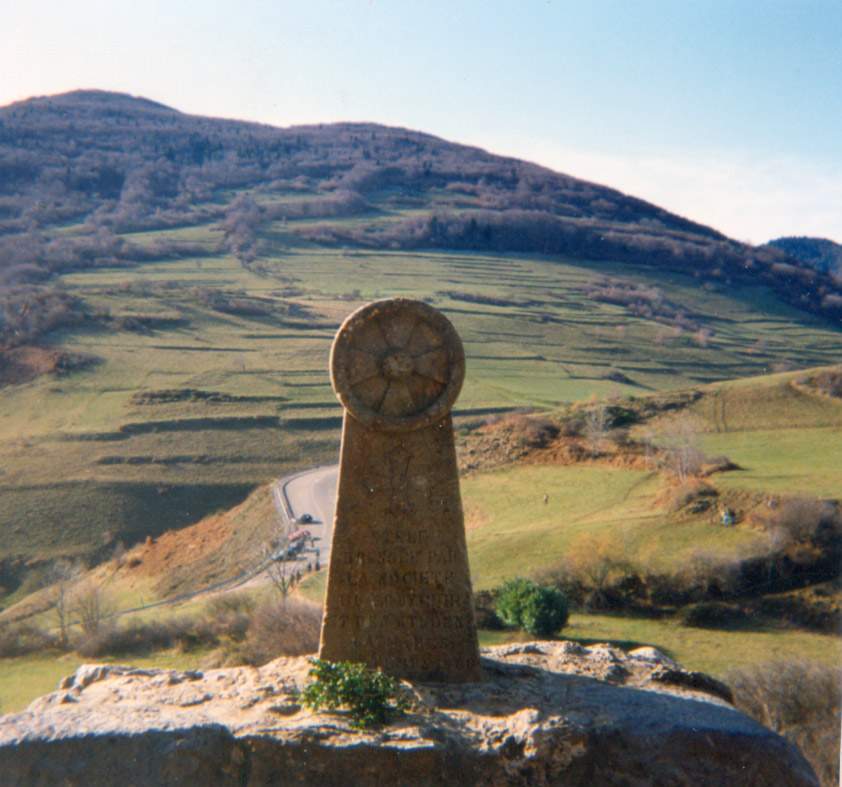
Monument en mémoire des deux cents cathares brûlés à l'issue du siège de Montségur (16 mars 1244).

Le mouvement culturel occitaniste né dans l'entre-deux-guerres à Toulouse (Félibrige et Institut d'études occitanes) s'attache à l'étude de l'histoire locale et aborde le sujet. Dans les années 1930, le dominicain Antoine Dondaine étudie les documents d'Inquisition. Mais ces travaux ne touchent qu'un public scientifique.
Le roman de Zoé Oldenbourg La Pierre angulaire, qui a reçu le prix Femina en 1953, met en scène la croisade pour un public littéraire. C'est surtout Henri-Paul Eydoux qui, grâce à ses ouvrages de vulgarisation archéologique, fait connaître le catharisme au grand public et même à la population locale, dans la seconde moitié du XXe siècle, en décrivant les châteaux de la région, connus alors seulement de quelques érudits.
Il faut attendre 1958 et surtout les années soixante pour que des historiens de métier comme Jean Duvernoy ou Michel Roquebert publient sur la question de façon continue, avant que le développement du tourisme n'y voie une manne, au point que sont appelés « châteaux cathares » des forteresses construites par les rois de France et que des restaurants proposent des « cassoulets cathares », bien éloignés des préoccupations spirituelles de cette religion.
Néanmoins, les années 2000 marquent un nouveau tournant dans l'histoire de l'hérésie et du catharisme. Les travaux de Jean-Louis Biget et de Monique Zerner, qui font peser un lourd doute sur l'authenticité d'une source-clé de l'historiographie du catharisme, les actes du synode de Saint-Félix, remettent à plat la notion même de catharisme.
Des courants régionalistes se réclamant de l'Occitanisme s'appuient sur l'histoire du catharisme pour développer la thèse d'un affrontement séculaire entre le nord et le sud de la France et d'un traumatisme encore vivant chez les Languedociens.
Selon Eydoux cependant, dans les années 1950, les habitants des villages situés à côté des châteaux cathares ne connaissaient pas le catharisme.
L'histoire de la croisade, et notamment la « chanson de la croisade », a fait l'objet de plusieurs relectures contemporaines. L'une d'elles, à travers plusieurs spectacles couvrant la période 2009-2013 (Crozada d'Uei 2009-2013) dans le sommiérois, vise à reprendre les questions, toujours actuelles, qu'a soulevées la croisade. Le spectacle mêle de la chanson traditionnelle, du rap, du slam (poésie), de la poésie, du théâtre.